# Ламкотрав
Ламкотрав (Gaudinia) — рід однодольних квіткових рослин з родини злакових (Poaceae).
Назва роду — данина пам'яті швейцарському ботаніку Жану Ґодену (фр. Jean Gaudin) (1766–1833).
Рід налічує 5 видів:
- Gaudinia coarctata (Link) T.Durand & Schinz — Азорські острови
- Gaudinia fragilis (L.) P.Beauv. — Середземномор'я + прилеглі регіони (у т. ч. Україна)
- Gaudinia hispanica Stace & T.G.Tutin — пд.-зх. Іспанія
- Gaudinia maroccana Trab. ex Pit. — пн.-зх. і зх. Марокко
- Gaudinia valdesii Romero Zarco — пн.-зх. Марокко